# Presidio de Santa Fe
El presidio de Santa Fe fue un presidio novohispano fundado en 1693 en Santa Fe, en el Nuevo México, Estados Unidos.

## Historia
Fundado en 1693 con una dotación de 100 hombres, después del presidio del Paso del Norte de 1681. Debido a la exención en el cobro de alcábalas para incentivar a esta región fronteriza septentrional alejada de las principales poblaciones de Nueva España, era sostenido directamente por la Hacienda Real. En 1729, tras la reforma del sistema defensivo impulsada por la visita de Pedro Rivera y Villalon, este presidio se reforzó, resultando en el más importante de Nuevo México, con 33.800 pesos para atender a la guarnición y los puestos burocráticos. A principios del siglo XVIII fue Félix Martínez de Torrelaguna, apoyado por el gobernador Diego de Vargas, el capitán general de la compañía y gobernador de Santa Fe, que en 1715 se convertiría en capitán general de la provincia de Santa Fe. Quedó fuera de la reorganización de los presidios de 1772 por el Reglamento e instrucción para los presidios que se han de formar en la línea de frontera de la Nueva España por encontrarse demasiado al norte.
En 1817 fue nombrado capitán general Facundo Melgares, también después gobernador provincial, al mando ante las amenazas navajas al territorio español con tropas procedentes de San Elizario y Chihuahua, logrando en 1819 la pacificación de la frontera norte con los navajos.
Con la independencia de México y el comercio a lo largo del camino de Santa Fe el presidio se sostuvo gracias a los ingresos del comercio internacional con los EEUU ante la ausencia de financiación de la Administración. De 1826 datan los presidios de Taos y San José del Vado. En 1830 comenzó el declive del presidio y su expolio, y para 1835 solamente quedaban en pie las casas de oficiales y almacenes y una escasa y mal dotada guarnición, aunque la institución como tal continuó gracias al auge del comercio en Santa Fe.

## Descripción
El perímetro de Santa Fe Plaza corresponde al que fuera patio de armas del presidio, que evolucionó a plaza pública, dando origen a la actual población de Santa Fe. Esta circunstancia es compartida con otras poblaciones como San Antonio o San Elizario. Construidas en adobe, de las instalaciones del presidio se conserva, además, el palacio de los Gobernadores.